# Nienhagen (Alsó-Szászország)
Nienhagen község Németországban, Alsó-Szászországban, a Cellei járásban. Lakosainak száma 6831 fő (2023. december 31.).

## Földrajza
Nienhagen Wienhausen, Uetze, Adelheidsdorf és Wathlingen községekkel határos.

## Testvértelepülések
- Zistersdorf
- Nienhagen
- Nienhagen